# Бахрейн на літніх Олімпійських іграх 2008
Бахрейн на Літніх Олімпійських іграх 2004 року в Афінах (Греція) був представлений командою з 15 спортсменів у трьох видах спорту. Рашид Рамзі отримав перемогу у бігу на 1500 метрів, завоювавши першу олімпійську медаль в історії країни, але пізніше був дискваліфікований за вживання допінгу.